# 托多莱利亚
托多莱利亚，是西班牙瓦伦西亚自治区卡斯特利翁省的一个市镇。总面积34平方公里，总人口138人（2001年），人口密度4人/平方公里。